# Zbigniew Kicka
Zbigniew Kicka (ur. 9 kwietnia 1950 w Polanicy-Zdroju, zm. 4 maja 2022 w Wodzisławiu Śląskim) – polski bokser wagi półśredniej (172 cm, 67 kg), trener boksu. Pierwszy medalista mistrzostw świata w boksie (Hawana 1974 – medal brązowy), olimpijczyk z Montrealu (1976). Stoczył w sumie 320 walk (277 zwycięstw, 6 remisów, 37 porażek)
Przed olimpiadą w 1972 roku był sparingpartnerem Jana Szczepańskiego, późniejszego mistrza olimpijskiego z letnich igrzysk olimpijskich w Monachium.
Zmarł 4 maja 2022 w Wodzisławiu Śląskim, pochowany został w Pszowie.

## Największy sukces
Brązowy medal mistrzostw świata w boksie – Hawana (Kuba) – 1974.

## Inne osiągnięcia
- 2-krotny mistrz Polski (1978, 1979)
- 2-krotny wicemistrz Polski (1973, 1974)
- brązowy medalista drużynowych mistrzostw Polski w 1972 roku
- 8-krotny reprezentant kraju w meczach międzypaństwowych 1974–1978 (5 zwycięstw, 3 porażki)
- 2-krotny uczestnik mistrzostw świata (1974, 1978)
- 2-krotny zwycięzca (1974 i 1977) oraz srebrny medalista 1973 turnieju "Czarne Diamenty"
- 9-krotny mistrz Śląska seniorów
- 2-krotny mistrz Śląska juniorów

## Kariera klubowa
- BBTS / Włókniarz-BBTS Bielsko-Biała (1965–1971)
- Górnik Radlin (1971–1973)
- Górnik Pszów (1973–1982) – największe sukcesy

## Kariera trenerska
- Górnik Pszów (aż do likwidacji)
- Concordia Knurów – w 1996 roku jego podopieczni wywalczyli złoty medal drużynowych mistrzostw Polski, a w 1997 roku zdobyli srebro
- Imex Jastrzębie – w 2002 roku jego podopieczni wywalczyli srebrny medal w drużynowych mistrzostwach Polski
- KSW "Boxing Odra" Wodzisław Śląski

dodatkowo:
- w 1976 roku ukończył Studium Trenerskie na Akademii Wychowania Fizycznego we Wrocławiu
- W latach 1985–1998 był współpracownikiem trenerów Polskiego Związku Bokserskiego
- podczas mistrzostw świata w Budapeszcie w 1997 roku pełnił funkcję drugiego trenera kadry narodowej
- od 1999 roku opiekował się kadrą juniorów i seniorów drużyn śląskich

## Inne
- w 1978 roku decyzją Polskiego Związku Bokserskiego nadano medal Mistrza Sportu
- w 1999 roku oddał swoje najcenniejsze trofeum – brązowy medal mistrzostw świata – na aukcję Wielkiej Orkiestry Świątecznej Pomocy
- w 2004 roku przyznano odznakę honorową "Zasłużony dla Rozwoju Miasta Pszów"

## Życie prywatne
Był żonaty (miał dwoje dzieci). Mieszkał w Wodzisławiu Śląskim i Radlinie.